# Kaledere, Sungurlu
Kaledere là một thị trấn thuộc huyện Sungurlu, tỉnh Çorum, Thổ Nhĩ Kỳ. Dân số thời điểm năm 2010 là 976 người.